# Richard Dutcher
Richard Alan Dutcher, né Richard Hill à Oak Park (Illinois) en 1964, est un cinéaste indépendant américain qui produit, écrit, réalise, monte et joue fréquemment dans ses films. Après avoir réalisé God's Army (en), un film à succès de 2000 sur les missionnaires SDJ, Dutcher est devenu membre de l'Église de Jésus-Christ des Saints des derniers jours (Église SDJ). Le critique de cinéma Jeff Vice, du Deseret News, a surnommé Dutcher « Le parrain du cinéma mormon », un titre qui est très important personnellement pour Dutcher. En 2007, Dutcher a quitté l'église LDS. .

## Biographie et vie personnelle
La famille de Richard Alan Dutcher déménage fréquemment et, à l'âge de sept ans, ses parents divorcent. En tant que membre de l'Église SDJ, Dutcher effectue une mission de deux ans au Mexique.
Dutcher vit dans sa voiture au lycée et était tellement à court de ressources financières pendant ses études universitaires qu'il devait souvent choisir entre manger et aller au cinéma. En raison de son amour pour le cinéma, il préférait aller normalement au cinéma. Dutcher est diplômé de l'Université Brigham Young en 1988 avec un diplôme en cinéma. Dutcher était marié en 1988 à Gwen, déménageant à Mapleton, Utah en 1999. Ils ont sept enfants ensemble. Le troisième plus jeune est un acteur local du centre de l'Oregon qui a participé à plusieurs représentations. Après 23 ans de mariage, ils ont divorcé en 2011.